# Seysey
 (janvier 2024).
Il peut être nécessaire de l'améliorer pour respecter le principe de neutralité de point de vue. Veuillez consulter la page de discussion pour plus de détails.

Seysey, de son vrai nom Yohann Doumbia, est un compositeur et un producteur français, d'origine malienne et cambodgienne, né le 23 décembre 1988, à Suresnes. Il est connu dans l'industrie de la musique urbaine en France pour avoir composé pour Dadju, Aya Nakamura ou encore Black M. Il travaille également en Amérique latine.

## Biographie

### Ses débuts
Seysey contribue à la composition musicale des deux dernières saisons de la série Famille d'accueil, diffusée sur France 3. Dans un même temps, il produit la musique de Shadow of thirteen un court métrage sélectionné au Festival de Cannes.
En 2016, par l'intermédiaire de Willy Denzey, Seysey rencontre Barack Adama, membre de la Sexion d'assaut. Ce dernier est réputé pour dénicher des talents. Adama lui offre ses premières opportunités dans la musique urbaine. Dès lors, Seysey enchaîne les collaborations pour les rappeurs du groupe tels que Gims, Lefa ou encore Black M. Il entretient une relation de confiance avec Barack qui lui présente Franglish, Vegedream et Dadju.

### Gentleman 2.0
En 2016, Seysey compose Après l’heure c’est plus l’heure, pour le rappeur Franglish en featuring avec Dadju et Vegedream, un titre certifié single d’or. Il produit Reine  de Dadju, sortie en avril 2017, désormais certifié disque de diamant ainsi que Bob Marley en mars 2018. Au cours de cette même année, Seysey compose la musique du film Let’s Dance de Ladislas Chollat, sortie le 27 mars 2019 en France. 

### Black Palladium Music
Seysey, confonde Black Palladium Music, un label de musique spécialisé dans le développement d'artistes du secteur urbain fin 2017. Il travaille avec plusieurs artistes à l’image du rappeur Bolémvn, pour qui il est directeur artistique jusqu’à sa signature en major chez Capitol Records en 2019. Il produit ses deux EP (Quel vie & Salut les Terriens). En 2019, Seysey travaille avec Lomepal sur son titre Regarde-moi issu de l'album Amina en réédition.

### L'Amérique latine
En 2018, Seysey est approché pour collaborer avec le groupe colombien ChocQuibtown. Ensembles, ils composent Pa’Olvidarte, nommé aux Latin Grammy Award dans les catégories « Best Urban Song » et « Best Urban Fusion/Performance », en 2019.

## Productions musicales
| Artiste      | Album       | Morceau(x) produit(s)                  |
| ------------ | ----------- | -------------------------------------- |
| Shay         | Jolie Garce | - Thibaut Courtois - La go - Interlude |
| Franglish    | Que Rico    | - Que rico - C'est plus l'heure        |
| Abou Debeing | —           | - Étoile Filante ft. Keblack           |

| Artiste         | Album                    | Morceau(x) produit(s) |
| --------------- | ------------------------ | --- |
| Abou Debeing    | Debeinguerie             | - Guerre - Le dernier - Les sorties (c'est toujours Debeing) - Quelqu'un - Remonter - Un de perdu - Tombé sur elle ft. Dadju - C'est pas bon ft. Dadju |
| Aya Nakamura    | Journal Intime           | - Angela - J'ai mal (Part.2) - Moi - Fuego ft. Dadju                                                                                                   |
| Barack Adama    | La propagande (saison 1) | - Conseil de nuit - Tous des acteurs ft. Franglish, Prétodollars - Parfait                                                                             |
| Black M         | Éternel Insatisfait      | - Frère Black - Jaloux - Mais qui es-tu? - Tout recommencer - Dress code ft. Kalash Criminel - N. C. M ft S.Pri Noir                                   |
| Dadju           | Gentleman 2.0            | - Bob Marley - Comme si de rien n'était - Déjà donné - J'ai dit non - Reine - Sous contrôle ft Niska - Christina - Jenny ft S.Pri Noir                 |
| Lefa            | Visonnaire               | - Baie vitrée - Touché - Garantie ft. Barack Adama |
| Lynda Sherazade | L'amour ne suffit pas    | - L'amour ne suffit pas |
| Laeticia        | —                        | * Tu cherche ft. Dadju |
| Franglish       | Signature                | - Terrain miné - T'es sur - P.S - Mérité |
| Dj Moh green    | —                        | - I want you ft. Dotman |
| Dj Pras         | —                        | - Trop facile ft. Franglish |
| Noah Lunsi      | —                        | - Blabla |
| Mike Kenli      | —                        | - DKR - Bazardée-tchikita (Medley) - Mauvaise graine, saturne, on verra                                                                                |
| Shim's          | —                        | * Papa Noel |

| Artiste      | Album      | Morceau(x) produit(s)                                                                                       |
| ------------ | ---------- | --- |
| Leïla Lanova | —          | - Talent |
| Ridsa        | Libre      | - Désabonné - On s'est manqué ft. Eva Guess                                                                 |
| Ibou         | —          | - Mes rayures                                                                                               |
| Khalid       | —          | - Love lies ft. Normani                                                                                     |
| Dry          | Le phoenix | - Tant pis                                                                                                  |
| Bolémvn      | Quel vie   | - Carrément gang - Lélé - bonus track - Mauvaise intro - C.C - Eh boy - Local - Money - Nathalie - Quel vie |
| Moeazy       | ZZ         | - Hillsvibe                                                                                                 |
| Noah Lunsi   | —          | - Je te veux                                                                                                |
| Nej          | —          | - Fauter |
| USKY         | Outsider   | - Jon Snow ft. NOV - Boulevard - Jungle                                                                     |
| Yxng         | —          | - Makasi ft. Franglish                                                                                      |

| Artiste(s)   | Album               | Morceau(x) produit(s) |
| ------------ | ------------------- | --- |
| Hache-P      | —                   | - Impala |
| HollySiz     | Rather than talking | - Cuban mood (Seysey Remix) |
| Franglish    | Monsieur            | - Ensemble |
| Bolémvn      | Salut les Terriens  | - Au cœur de la street - Dette morale - 13.08 - Hello - La voix - Dis moi                                                         |
| Tayc         | Nyxio. Tome II      | - La mienne - La mienne (AccousTayc)                                                                                              |
| Zayra        | Enfant du milieu    | - S'en aller - Déboussolée |
| Moeazy       | Moe Meaux           | - Come get me (ft. Menlik Zergabachew) - Everyone (ft. Rayzak) - Shikorina (ft. Menlik Zergabachew) - Affect (ft. Rayzak) - Crazy |
| Luidji       | Tristesse business  | - Veuve Clicquot |
| Malia        | Escuta              | - Arte |
| Aazar        | —                   | - Diva ft. Swae Lee, Tove Lo |
| Bramsito     | Prémices            | - Paulette |
| Lomepal      | Amina (réédition)   | - Regarde-moi |
| ChocQuibtown | Pa Olvidarte        | - Pa'Olvidarte |
| Rouge        | Les 5inq            | - Sou Mais Eu |

2025
| Artiste(s) | Album      | Morceau(x) produit(s) |
| ---------- | ---------- | --------------------- |
| Bolémvn    | Symphology | - Madre mia           |